# Богдан Нагайло
Богдан Нагайло (нар. 14 грудня 1952, м. Вулвергемптон, Велика Британія) — український журналіст, публіцист, дипломат, політичний аналітик, провідний спеціаліст з питань України та країн колишнього Радянського Союзу.

## Біографічні відомості
Народився у родині біженців з України — вихідців із Київської та Тернопільської областей. З дитинства долучився до культурного життя української діаспори, навчався в українській суботній школі.
У 1974 році здобув ступінь бакалавра у Лідському університеті. 1975-го — ступінь магістра із сучасної східно-європейської історії в Манітобському університеті.
1978—1982 роки — досліджував порушення прав людини в СРСР і захищав в'язнів сумління в організації «Міжнародна амністія».
Як журналіст писав для видань «The Times», «The Guardian», «Observer», «New Statesman», «Spectator», «Index on Censorship» (усі — Велика Британія), «The Wall Street Journal» (США), у статтях привертав увагу до українських дисидентів, голодомору 1932—1933 років, пропагував українську справу тощо.
Від 1984 року працював на радіо «Свобода» (м. Мюнхен, Німеччина), зокрема, у 1989—1991 роках — директор української редакції.
У 1994—2014 роках — співробітник OOH: старший радник із питань політики Верховного комісара ООН у справах біженців у Женеві (на території колишнього СРСР, координатор у зв'язках із ОБСЄ та Радою Європи), представник Верховного комісара ООН у справах біженців у Білорусі, Азербайджані та Анґолі.
У 2013 році — мандрував Україною. Брав участь у заходах з нагоди 60-х роковин Норильського повстання (демонструючи, зокрема, епізод інтерв'ю з Данилом Шумуком).
У 2014—2015 роках — керівник команди Департаменту ООН з політичних питань в Україні.
2015 року — запрошений професор Женевської школи дипломатії.
2015—2017 роки — Представник Офісу сприяння демократії в Україні.
З 2021 р. — головний редактор двомовного англійсько-українського часопису Kyiv Post. 
Мешкає у м. Барселона (Іспанія) та м. Київ (Україна), вільно володіє українською, англійською, російською та французькою мовами, співпрацює з українськими ЗМІ як журналіст і політичний аналітик. Ведучий щотижневої авторської програми «Пам'ятки Свободи» на радіо Культура та програми Ukraine Calling (Говорить Україна) на Громадському радіо.

## Праці
Співавтор книжки «Soviet Disunion: А History of the Nationalities Problems in the USSR» («Рушимий Союз: Історія національного питання в Радянському Союзі», Лондон; Нью-Йорк, 1990; перекладена італійською, японською та іншими мовами).
Автор монографії з новітньої історії України «The Ukrainian Resurgence» («Українське Відродження», Лондон; Торонто, 1999).